# 第29届上海电视节白玉兰奖
第29届上海电视节“白玉兰绽放”颁奖典礼于2024年6月28日在上海临港演艺中心举行，这是白玉兰奖颁奖典礼首次在上海市区外举行。评选分为电视剧类别（含中国电视剧单元、海外电视剧单元）、纪录片类别、动画类别和综艺类别，旨在表彰2023年4月1日至2024年3月31日期间播出的中国电视剧、综艺节目，2023年3月1日至2024年2月29日期间播出的海外电视剧、纪录片、动画片。2024年5月30日公布各奖项入围名单，王家卫执导的电视剧《繁花》获9项提名领跑，其后是各获得5项提名的《漫长的季节》和《南来北往》。
王家卫执导的《繁花》获得最佳中国电视剧、最佳男主角、最佳美术、最佳摄影、最佳编剧（改编）五项大奖，成为该届颁奖礼的最大赢家，胡歌与周迅亦于该届颁奖礼二度封帝、封后。

## 评委会
以下为该届评选评委会成员。

### 电视剧类别
- 阎建钢：中国大陆导演，评委会主席。

#### 中国电视剧单元
- 海清：中国大陆演员。
- 韩忠：中国大陆美术指导。
- 李跃森：中国大陆作家、文艺评论家。
- 王小枪：中国大陆编剧。
- 杨磊：中国大陆导演。
- 尤勇智：中国大陆演员。

#### 海外电视剧单元
- 艾尔雯·戴维斯（Eirwen Davies）：英国制片人。
- 安地（Andy Friend）：法国演员。

### 纪录片类别
- 魏克然（Vikram Channa)：印度导演、制片人，评委会主席。
- 萧寒：中国大陆导演。
- 范·赞特沃特（荷兰语：Ton van Zantvoort）：荷兰纪录片导演。

### 动画片类别
- 弗雷德里克·皮埃什（Frédéric Puech）：法国动画制作人，评委会主席。
- 陈廖宇：中国大陆动画导演。
- 冈田麿里：日本动画编剧、导演。

## 入围及获奖名单
以下为该届评选入围名单。

### 中国电视剧单元
| 奖项             | 入围者                               | 结果 | 颁奖嘉宾       |
| ---------------- | ------------------------------------ | ---- | -------------- |
| 最佳中国电视剧   | 《不完美受害人》                     | 提名 | 阎建钢、李骏   |
| 最佳中国电视剧   | 《大江大河之岁月如歌》               | 提名 | 阎建钢、李骏   |
| 最佳中国电视剧   | 《繁花》                             | 獲獎 | 阎建钢、李骏   |
| 最佳中国电视剧   | 《父辈的荣耀》                       | 提名 | 阎建钢、李骏   |
| 最佳中国电视剧   | 《欢迎来到麦乐村》                   | 提名 | 阎建钢、李骏   |
| 最佳中国电视剧   | 《漫长的季节》                       | 提名 | 阎建钢、李骏   |
| 最佳中国电视剧   | 《南来北往》                         | 提名 | 阎建钢、李骏   |
| 最佳中国电视剧   | 《问苍茫》                           | 提名 | 阎建钢、李骏   |
| 最佳中国电视剧   | 《问心》                             | 提名 | 阎建钢、李骏   |
| 最佳中国电视剧   | 《追风者》                           | 提名 | 阎建钢、李骏   |
| 最佳导演         | 王家卫《繁花》                       | 提名 | 刘亦菲、万茜   |
| 最佳导演         | 辛爽《漫长的季节》                   | 獲獎 | 刘亦菲、万茜   |
| 最佳导演         | 杨阳《不完美受害人》                 | 提名 | 刘亦菲、万茜   |
| 最佳导演         | 姚晓峰《追风者》                     | 提名 | 刘亦菲、万茜   |
| 最佳导演         | 郑晓龙、刘璋牧《南来北往》           | 提名 | 刘亦菲、万茜   |
| 最佳编剧（原创） | 高满堂、李洲《南来北往》             | 提名 | 王小枪、孙甘露 |
| 最佳编剧（原创） | 高璇、任宝茹《不完美受害人》         | 獲獎 | 王小枪、孙甘露 |
| 最佳编剧（原创） | 梁振华、胡雅婷《欢迎来到麦乐村》     | 提名 | 王小枪、孙甘露 |
| 最佳编剧（原创） | 于小千、潘依然、陈骥《漫长的季节》   | 提名 | 王小枪、孙甘露 |
| 最佳编剧（原创） | 赵冬苓《父辈的荣耀》                 | 提名 | 王小枪、孙甘露 |
| 最佳编剧（改编） | 柳翠虎、郎群力、李桃《装腔启示录》   | 提名 | 王小枪、孙甘露 |
| 最佳编剧（改编） | 刘芳《蓮花樓》                       | 提名 | 王小枪、孙甘露 |
| 最佳编剧（改编） | 娄霄鹏《尘封十三载》                 | 提名 | 王小枪、孙甘露 |
| 最佳编剧（改编） | 秦雯《繁花》                         | 獲獎 | 王小枪、孙甘露 |
| 最佳编剧（改编） | 桐华、王晶《长相思 第一季》          | 提名 | 王小枪、孙甘露 |
| 最佳男主角       | 丁勇岱《南来北往》                   | 提名 | 尤勇智、张小斐 |
| 最佳男主角       | 范伟《漫长的季节》                   | 提名 | 尤勇智、张小斐 |
| 最佳男主角       | 胡歌《繁花》                         | 獲獎 | 尤勇智、张小斐 |
| 最佳男主角       | 王仁君《问苍茫》                     | 提名 | 尤勇智、张小斐 |
| 最佳男主角       | 王阳《追风者》                       | 提名 | 尤勇智、张小斐 |
| 最佳女主角       | 任素汐《故乡，别来无恙》             | 提名 | 海清、吴越     |
| 最佳女主角       | 唐嫣《繁花》                         | 提名 | 海清、吴越     |
| 最佳女主角       | 闫妮《外婆的新世界》                 | 提名 | 海清、吴越     |
| 最佳女主角       | 杨紫《长相思 第一季》                | 提名 | 海清、吴越     |
| 最佳女主角       | 周迅《不完美受害人》                 | 獲獎 | 海清、吴越     |
| 最佳男配角       | 陈明昊《漫长的季节》                 | 提名 | 钟楚曦、周雨彤 |
| 最佳男配角       | 董勇《繁花》                         | 提名 | 钟楚曦、周雨彤 |
| 最佳男配角       | 董子健《大江大河之岁月如歌》         | 提名 | 钟楚曦、周雨彤 |
| 最佳男配角       | 廖凡《欢颜》                         | 提名 | 钟楚曦、周雨彤 |
| 最佳男配角       | 宁理《繁城之下》                     | 獲獎 | 钟楚曦、周雨彤 |
| 最佳女配角       | 陈冲《问心》                         | 提名 | 陈晓、刘丹     |
| 最佳女配角       | 范湉湉《繁花》                       | 提名 | 陈晓、刘丹     |
| 最佳女配角       | 姜妍《南来北往》                     | 獲獎 | 陈晓、刘丹     |
| 最佳女配角       | 倪虹洁《装腔启示录》                 | 提名 | 陈晓、刘丹     |
| 最佳女配角       | 宋佳《问苍茫》                       | 提名 | 陈晓、刘丹     |
| 最佳摄影         | 李希《尘封十三载》                   | 提名 | 韩忠、林允     |
| 最佳摄影         | 鲍德熹、陈诚、金晨煜《繁花》         | 獲獎 | 韩忠、林允     |
| 最佳摄影         | 李博《三大队》                       | 提名 | 韩忠、林允     |
| 最佳摄影         | 马晓波《特工任務》                   | 提名 | 韩忠、林允     |
| 最佳摄影         | 周文操《追风者》                     | 提名 | 韩忠、林允     |
| 最佳美术         | 郑辰《长相思 第一季》                | 提名 | 韩忠、林允     |
| 最佳美术         | 王刚《尘封十三载》                   | 提名 | 韩忠、林允     |
| 最佳美术         | 邵昌勇、朱寒冰《大江大河之岁月如歌》 | 提名 | 韩忠、林允     |
| 最佳美术         | 屠楠《繁花》                         | 獲獎 | 韩忠、林允     |
| 最佳美术         | 吴嘉葵《追风者》                     | 提名 | 韩忠、林允     |

### 海外电视剧单元
| 奖项                 | 入围者                                                      | 结果 | 颁奖嘉宾                  |
| -------------------- | ----------------------------------------------------------- | ---- | ------------------------- |
| 最佳海外电视剧（长） | 《阿斯伯格女孩》（法国）                                    | 提名 | 艾尔雯·戴维斯 安地 李治廷 |
| 最佳海外电视剧（长） | 《定圆漂移》（Spinners，南非）                              | 獲獎 | 艾尔雯·戴维斯 安地 李治廷 |
| 最佳海外电视剧（长） | 《继承之战第四季》（美国）                                  | 提名 | 艾尔雯·戴维斯 安地 李治廷 |
| 最佳海外电视剧（长） | 《莫兰黛的故事》（Elsa Morante's La Storia，意大利）        | 提名 | 艾尔雯·戴维斯 安地 李治廷 |
| 最佳海外电视剧（长） | 《万物生灵第四季》（英国）                                  | 提名 | 艾尔雯·戴维斯 安地 李治廷 |
| 最佳海外电视剧（短） | 《被称为教授的男人》（The Camorrist，意大利）               | 提名 | 艾尔雯·戴维斯 安地 李治廷 |
| 最佳海外电视剧（短） | 《妙女郎》（英国）                                          | 提名 | 艾尔雯·戴维斯 安地 李治廷 |
| 最佳海外电视剧（短） | 《桑伯河》（Samber，法国）                                  | 獲獎 | 艾尔雯·戴维斯 安地 李治廷 |
| 最佳海外电视剧（短） | 《在一棵树的怀抱里》（In the Arms of a Tree，伊朗）         | 提名 | 艾尔雯·戴维斯 安地 李治廷 |
| 最佳海外电视剧（短） | 《最终的冒犯》（At the End - The Power of Offense，奥地利） | 提名 | 艾尔雯·戴维斯 安地 李治廷 |

### 纪录片类别
| 奖项           | 入围者 | 结果 | 颁奖嘉宾               |
| -------------- | --- | ---- | ---------------------- |
| 最佳纪录片     | 《梵高：大师之路》（Van Gogh, the Making of a Master，法国）                                              | 提名 | 范·赞特沃特魏克然 萧寒 |
| 最佳纪录片     | 《叫我舞者》（Call Me Dancer，美国、瑞士、德国）                                                          | 獲獎 | 范·赞特沃特魏克然 萧寒 |
| 最佳纪录片     | 《如此响亮的沉默》（Such a Resounding Silence，法国）                                                     | 提名 | 范·赞特沃特魏克然 萧寒 |
| 最佳纪录片     | 《猞猁守护者》（Lynx Man，芬兰）                                                                          | 提名 | 范·赞特沃特魏克然 萧寒 |
| 最佳纪录片     | 《中国秦岭：一只金丝猴的记忆》（Story of a Golden Monkey King in Qinling Mountains of China，中国、法国） | 提名 | 范·赞特沃特魏克然 萧寒 |
| 最佳系列纪录片 | 《冰川历险：与亚历克斯·霍诺德勇攀北极》（美国）                                                           | 提名 | 范·赞特沃特魏克然 萧寒 |
| 最佳系列纪录片 | 《地球脉动III》（英国、美国、德国、法国）                                                                 | 提名 | 范·赞特沃特魏克然 萧寒 |
| 最佳系列纪录片 | 《何以中国》（中国大陆）                                                                                  | 獲獎 | 范·赞特沃特魏克然 萧寒 |
| 最佳系列纪录片 | 《莎士比亚：天才的诞生》（Shakespeare, Rise of a Genius，英国）                                           | 提名 | 范·赞特沃特魏克然 萧寒 |
| 最佳系列纪录片 | 《沈从文与湘西》（中国大陆）                                                                              | 提名 | 范·赞特沃特魏克然 萧寒 |

### 动画片类别
| 奖项                     | 入围者                                                                  | 获奖者           | 颁奖嘉宾                          |
| ------------------------ | ----------------------------------------------------------------------- | ---------------- | --------------------------------- |
| 最佳动画片／最佳动画剧本 | 《镖人》（中国大陆）                                                    | 提名             | 弗雷德里克·皮埃什 冈田麿里 陈廖宇 |
| 最佳动画片／最佳动画剧本 | 《仓鼠牛仔比利》（Billy the Cowboy Hamster，法国、比利时）              | 提名             | 弗雷德里克·皮埃什 冈田麿里 陈廖宇 |
| 最佳动画片／最佳动画剧本 | 《敦煌的故事》（中国大陆）                                              | 提名             | 弗雷德里克·皮埃什 冈田麿里 陈廖宇 |
| 最佳动画片／最佳动画剧本 | 《欢乐星期天》（Silly Sundays，爱尔兰）                                 | 提名             | 弗雷德里克·皮埃什 冈田麿里 陈廖宇 |
| 最佳动画片／最佳动画剧本 | 《昆汀·布莱克的宝箱》（Quentin Blake's Box of Treasures，英国、比利时） | 最佳动画片获奖   | 弗雷德里克·皮埃什 冈田麿里 陈廖宇 |
| 最佳动画片／最佳动画剧本 | 《声音收集者》（The Sound Collector，英国、意大利）                     | 提名             | 弗雷德里克·皮埃什 冈田麿里 陈廖宇 |
| 最佳动画片／最佳动画剧本 | 《星球大战：少年绝地历险记》（美国）                                    | 提名             | 弗雷德里克·皮埃什 冈田麿里 陈廖宇 |
| 最佳动画片／最佳动画剧本 | 《跃动青春》（日本）                                                    | 最佳动画剧本获奖 | 弗雷德里克·皮埃什 冈田麿里 陈廖宇 |
| 最佳动画片／最佳动画剧本 | 《云中居三子》（中国大陆）                                              | 提名             | 弗雷德里克·皮埃什 冈田麿里 陈廖宇 |
| 最佳动画片／最佳动画剧本 | 《葬送的芙莉莲》（日本）                                                | 提名             | 弗雷德里克·皮埃什 冈田麿里 陈廖宇 |

### 综艺类别
| 奖项         | 入围者                                                     | 结果 | 颁奖嘉宾     |
| ------------ | ---------------------------------------------------------- | ---- | ------------ |
| 最佳综艺节目 | 《2023-2024 “中国节日”系列节目》（河南卫视）               | 提名 | 倪虹洁、王鸥 |
| 最佳综艺节目 | 《丹青的中国心》（浙江卫视）                               | 提名 | 倪虹洁、王鸥 |
| 最佳综艺节目 | 《非遗里的中国》（中央广播电视总台）                       | 提名 | 倪虹洁、王鸥 |
| 最佳综艺节目 | 《花儿与少年·丝路季》（湖南卫视、芒果TV）                  | 獲獎 | 倪虹洁、王鸥 |
| 最佳综艺节目 | 《黄河文化大会第二季》（山东卫视）                         | 提名 | 倪虹洁、王鸥 |
| 最佳综艺节目 | 《令人心动的Offer第五季》（腾讯视频）                      | 提名 | 倪虹洁、王鸥 |
| 最佳综艺节目 | 《聲生不息·家年華》（湖南卫视、芒果TV）                    | 提名 | 倪虹洁、王鸥 |
| 最佳综艺节目 | 《无限超越班第二季》（浙江卫视、优酷、TVB）                | 提名 | 倪虹洁、王鸥 |
| 最佳综艺节目 | 《一路前行》（上海广播电视台、哔哩哔哩）                   | 提名 | 倪虹洁、王鸥 |
| 最佳综艺节目 | 《一起读书吧》（黑龙江广播电视台）                         | 提名 | 倪虹洁、王鸥 |
| 最佳综艺节目 | 《乐队的夏天第三季》（爱奇艺、米未传媒）                   | 提名 | 倪虹洁、王鸥 |
| 最佳综艺节目 | 《中国智慧中国行》（江苏省广播电视总台）                   | 提名 | 倪虹洁、王鸥 |
| 最佳综艺节目 | 《中央广播电视总台2024年春节联欢晚会》（中央广播电视总台） | 獲獎 | 倪虹洁、王鸥 |
| 最佳综艺节目 | 《种地吧第二季》（爱奇艺、蓝天下传媒）                     | 提名 | 倪虹洁、王鸥 |
| 最佳综艺节目 | 《宗师列传·唐宋八大家》（中央广播电视总台）                | 提名 | 倪虹洁、王鸥 |

### 其他奖项
- 国际传播奖：动画片《中國奇譚》、纪录片《零碳之路》、电视剧《三体》[19]（颁奖嘉宾：闫妮、国家广播电视总局国际司副司长杨勇）
- 中国电视节目海外推广大使：刘亦菲、陈晓（颁奖嘉宾：佟大为、国家广播电视总局国际司副司长杨勇）
- 组委会特别奖：纪录片《通向繁荣之路》、综艺节目《中国智慧中国行》[19]（颁奖嘉宾：胡歌、唐嫣）
- 评委会奖：电视剧《问苍茫》[20]（颁奖嘉宾：李跃森、杨磊）

## 争议
该届白玉兰奖公布各类奖项入围名单后，《繁花》演员类提名引发争议，部分观众对马伊琍、辛芷蕾和游本昌未获提名提出质疑；《繁花》剧方接受采访回应称，与主办方沟通后为该剧三位女主角唐嫣、马伊琍、辛芷蕾均报名了最佳女主角，而游本昌则在报名前主动提出不参与该次评选，剧方遂为郑恺、陈龙、董勇报名参评最佳男配角。
除《繁花》之外，《追风者》的最佳男主角提名亦引发不小争议，甚至讨论的正反双方开始走向撕裂与攻讦，此事引发多家媒体热评，《幸福到万家》《父辈的荣耀》等热门剧集的编剧赵冬苓亦发声评论此事，而据媒体报道《追风者》剧组为王一博和王阳两位演员均申报参评了最佳男主角奖项，且王一博进入了第二轮票选，但经过最终评审后其未能进入入围名单。6月5日，《追风者》剧方发出声明，称“在白玉兰奖提报细则允许的前提下，为每位主演都做了提报以争取荣誉，报奖情况未同步主创和演员”；该剧总监制陈祉希也就“没有向平台充分了解到报奖情况”致歉。